# Richard Areschoug
Richard Alexander Claesson Areschoug, född 16 december 1961 i Spånga församling i Stockholms län, död 22 december 2016 i Stockholms Oscars distrikt i Stockholms län, var en svensk militärhistoriker.

## Biografi
Areschoug var verksam som skribent i tidskrifter samt som författare, översättare och faktagranskare av militärhistoriska böcker, bland annat för Historiska Media och Svenskt Militärhistoriskt Biblioteks Förlag. Hans bok Dödlig resa. Svenska handelsflottans förluster 1939–1945 är den mest heltäckande redogörelsen för svenska krigsseglare under andra världskriget och den bygger på omfattande forskning i olika arkiv.
Han var i många år medlem i Föreningen Sveriges flotta, han var ordförande i Stockholmsavdelningen i Klubb Maritim samt ordförande i den informella gruppen Shiplovers Club. Han var en flitig byggare av fartygs- och flygplansmodeller och byggde några av de högst rankade fartygsmodellerna i skala 1:1250. Hans modell av Transatlantics Stratus brukar visas upp i Tyskland som exempel på en av de finaste modeller som tillverkats. Hans modeller finns på Internationales Maritimes Museum i Hamburg.
I en nekrolog berättas om honom: ”Richard var en mycket speciell person, mycket begåvad och kunnig inom de flesta områden med militär anknytning. Han kunde ha blivit professor i historia, men han valde inte den akademiska banan. [...] Richard läste också mycket och hade en fantastisk boksamling inom ämnet sjökrigshistoria, andra världskriget, luftförsvar et cetera. Dessutom kom han ihåg allt han läst. Han hade sinne för detaljer men tappade aldrig bort de stora dragen.”